# Selenophorus adjunctus
Selenophorus adjunctus är en skalbaggsart som beskrevs av Thomas Casey. Selenophorus adjunctus ingår i släktet Selenophorus och familjen jordlöpare. Inga underarter finns listade i Catalogue of Life.